# Рехабилитация (пенология)
В наказателното правораздаване, рехабилитацията представлява една от целите на наказателните мерки срещу престъпленията — възстановяване на престъпника към предишното състояние, функциониране и капацитет на добре интегриран в обществото и спазващ законите гражданин. Докато перспективата към контрол гледа на наказателното правораздаване като на средство за защита на обществеността чрез контрол на опасните елементи в нея, перспективата към рехабилитация гледа на престъпното деяние като израз на фрустрация и гняв, породени от социалното неравенство.
Концепцията зад рехабилитацията е, че хората не са постоянно престъпни и че е възможно престъпник да бъде възстановен към полезен живот, чрез който да допринася на себе си и на обществото. Цел на този подход е и да се предотврати свойственото закононарушаване, известно още като рецидивизъм. Вместо налагането на наказание рехабилитацията цели въвеждане на престъпника в по-нормално състояние на ума или нагласа, която ще е полезна за обществото, вместо вредна. Средства за това са образованието и терапията.
Почти всеки затвор използва някакъв вид активности, целящи да помогнат на затворниците да се рехабилитират. Такива са, например, програмите за индивидуална или групова терапия, консултирането във връзка с наркотични зависимости, програми за контрол на гнева и/или образователни и културни активности.